# 八大学院
八大学院是北京市海淀区学院路上的八所大学。

## 历史
中华人民共和国中央人民政府在苏联教育体制的影响下，于1952年进行高等院校调整，拆分了一批综合性大学，建立了一批以专门学科为主的高等院校，从而确立了按照专业条块分割的高等教育体制。其中的北京医学院、北京航空学院、北京地质学院、北京钢铁学院、北京石油学院、北京林学院、北京农业机械化学院、北京矿业学院这八所学院位北京市海淀区专门为高等院校规划的学院路上。

## 现状
八大学院已经分别演变为以下八所大学：
- 北京医学院——北京大学医学部
- 北京航空学院——北京航空航天大学
- 北京钢铁学院——北京科技大学
- 北京地质学院——中国地质大学
- 北京石油学院——中国石油大学
- 北京矿业学院——中国矿业大学
- 北京农业机械化学院——中国农业大学之一部（东校区）
- 北京林学院——北京林业大学